# Sergio Messina
Sergio Messina, conegut en el camp musical amb els pseudònims de RadioGladio i Budda Stick (18 de setembre de 1959), és un músic, productor discogràfic i autor televisiu italià i experimentador en el camp de l'electrònica, la ràdio i els nous mitjans.

## Biografia
Col·laborador a Radio Città Futura i a Radio Uno (AudioBox), l'any 1990 va gravar un casset d'àudio del que en va enviar unes tres-centes còpies a les principals emissores de ràdio italianes i internacionals. La cinta va ser escoltada per Frank Zappa que va quedar favorablement impressionat.
Després d'aquest primer treball improvisat va continuar en col·laboracions amb la RAI, l'Österreichischer Rundfunk i Kunstradio. El 1993 va produir i col·laborar en l'escriptura de l'àlbum Curre curre guaglió de 99 Posse. Durant aquest període també va col·laborar amb diversos artistes com: Technogod (al senzill Nell'anno del Maiale), Disciplinatha, Casino Royale, Aeroplanitaliani.
El seu veritable debut va ser l'any 1994 amb l'EP La vendetta del mulino bianco, que incloïa la cançó còmica Lista dei drogati del Lazio. La peça  La vendetta del mulino bianco fou inclosa en l'audiocassette Forza Italia adjunt al n. 162 de 12 de març de 1994 de Cuore.
L'any següent va participar en el primer projecte mitjançant l'ús de la ràdio global d'internet Horizontal Radio.
El 1996 va publicar el disc "Inaudito" sota el pseudònim de Budda Stick. Després d'esgotar-se les còpies impreses el 1997, l'àlbum va estar disponible com a descàrrega gratuïta. El mateix any va començar a col·laborar amb la revista Rumore amb una pàgina personal. L'any 1998 va gravar amb Elisabeth Schimana i la International Theremin Orchestra l'àlbum Touchless, va col·laborar amb Avion Travel pel senzill L'ostinata i va remesclar el senzill L'eterna lotta tra il bene e il male d'Elio e le Storie Tese.
Durant uns anys va abandonar la producció discogràfica per dedicar-se a la difusió en l'àmbit del multimèdia. El 1999 va obrir el lloc de Radio Lilliput, que ara està tancat. L'any 2000 va participar al Festival Ars Electronica a Àustria tant com a artista musical en col·laboració amb Alexander Bălănescu com a artista multimèdia amb la seva instal·lació Realcore, the digital porno evolution. Entre 2005 i 2012 va fer una gira per Europa amb aquest espectacle en directe, combinant elements de recerca i performance. Mark Dery va escriure el 2006: "Messina, de 47 anys, és la Margaret Mead del sexe alternatiu a Internet."
L'any 2003 va començar a col·laborar amb l'edició italiana del mensual Rolling Stone
Ha realitzat diversos cursos a la Universitat Bocconi i ensenya a l'IED sobre disseny de so i ha fet lectures d'història de la cultura pop, i ha col·laborat amb Rai Educational amb el programa Mediament.
L'any 2009 va publicar un àlbum d'edició limitada Boleros. Dos anys més tard juntament amb Painé Cuadrelli va iniciar el projecte Soslo que va portar a la realització de l'àlbum del mateix nom.

## Discografia

### Àlbum
- 1990 - RadioGladio (autoprodït)
- 1996 - Inaudito com a Budda Stick
- 2009 - Boleros

### EP
- 1994 - La vendetta del mulino bianco (RadioGladio)